# محمدآباد (آمل)
محمدآباد ، روستایی از توابع بخش لاریجان شهرستان آمل در استان مازندران ایران است.

## جمعیت
این روستا در دهستان لاریجان سفلی قرار دارد و براساس سرشماری مرکز آمار ایران در سال ۱۳۸۵، جمعیت آن زیر سه خانوار بوده‌است.